# Atella
Atella é uma comuna italiana da região da Basilicata, província de Potenza, com cerca de 3721 habitantes. Estende-se por uma área de 88 km², tendo uma densidade populacional de 42 hab/km². Faz fronteira com Avigliano, Bella, Calitri (AV), Filiano, Rionero in Vulture, Ripacandida, Ruvo del Monte, San Fele.

## Demografia
| Variação demográfica do município entre 1861 e 2011                               |
|                                                                                   |
| Fonte: Istituto Nazionale di Statistica (ISTAT) - Elaboração gráfica da Wikipedia |